# Imperial Camel Corps
Il corpo cammellato imperiale, in inglese Imperial Camel Corps (ICC), fu un'unità dell'esercito britannico composta da fanteria montata su cammelli e dromedari, costituita in Egitto nel gennaio del 1916 e attiva durante la prima guerra mondiale. Delle dimensioni di una brigata, l'unità aveva composizione mista, formata come era da truppe provenienti da Regno Unito, Australia, Nuova Zelanda e India britannica, da cui l'aggettivo "imperiale" usato per designarla.
L'unità partecipò brevemente alla campagna dei Senussi al confine tra Egitto e Libia, per poi essere intensamente impiegata contro le truppe ottomane nella campagna del Sinai e della Palestina e nella rivolta araba; la brigata fu infine sciolta nel maggio del 1919.

## Storia

### La formazione
L'impiego di truppe cammellate per operazioni negli ambienti desertici era ben noto alle autorità militari britanniche, che già nel 1912 avevano reclutato il Somaliland Camel Corps per operare contro i ribelli dervisci nella colonia della Somalia britannica; tuttavia, allo scoppio della prima guerra mondiale, le truppe britanniche inviate a difendere l'Egitto dagli attacchi degli ottomani (Egyptian Expeditionary Force o EEF) si ritrovarono sprovviste di simili unità. Il primo nucleo del futuro ICC fu stabilito nel gennaio del 1916, quando quattro compagnie di truppe cammellate furono reclutate in Egitto tra gli appartenenti alle truppe australiane appena rientrate dalla fallimentare campagna di Gallipoli, per essere impiegate come pattuglie da ricognizione a lungo raggio nella zona del canale di Suez e della penisola del Sinai; inizialmente le compagnie furono dotate di cammelli indiani provenienti dalla regione del Bikaner, già in dotazione al Bikaner Camel Corps dell'Esercito dell'India Britannica, ma in seguito questi animali furono destinati al ruolo di bestie da soma per il trasporto dei rifornimenti mentre i soldati furono montati sui più leggeri e veloci dromedari egiziani.
Ognuna delle quattro compagnie originarie comprendeva 130 uomini, suddivisi in una piccola unità comando e quattro sezioni cammellate, ognuna su sette squadre di quattro uomini; tutti i soldati portavano il fucile standard delle forze britanniche, il Lee-Enfield. Le compagnie erano intese per operare singolarmente e in totale autonomia, usando i dromedari per gli spostamenti ma combattendo appiedate come comune fanteria; seguendo la pratica delle unità di fanteria a cavallo, un uomo di ogni squadra doveva occuparsi degli animali degli altri tre che smontavano e combattevano, ma si scoprì che i dromedari reagivano molto meno dei cavalli al rumore del fuoco dei fucili o dell'artiglieria, e quindi un solo soldato era capace di occuparsi di dodici o sedici cavalcature dei compagni. Dopo i primi impieghi operativi, nell'agosto del 1916 si decise di operare una prima riorganizzazione dell'organico delle unità: a ciascuna compagnia fu aggregata una sezione di mitraglieri con 50 uomini e tre mitragliatrici Lewis, oltre ad un incremento della sezione comando che portò il totale di soldati per ogni compagnia a 184 uomini. Visti i buoni esiti dell'impiego di tali truppe, venne inoltre deciso di incrementare il numero di compagnie disponibili: nel marzo del 1916 furono reclutate sei compagnie britanniche con uomini della cavalleria "Yeomanry", seguiti in giugno da quattro nuove compagnie australiane e poi da due neozelandesi (una in agosto ed una in novembre), sempre con volontari presi dai reparti di cavalleria.

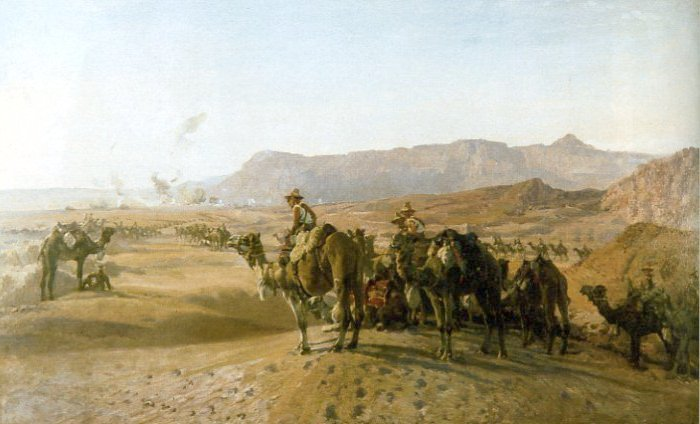
Camel corps at Magdhaba, quadro di Harold Septimus Power, 1925

Nel dicembre del 1916 venne deciso di unire le varie compagnie dell'ICC in un'unica unità delle dimensioni di una brigata: sotto il comando del generale di brigata Clement Leslie Smith, l'unità fu strutturata su tre battaglioni, due australiani (il 1º e il 3º Battaglione) e uno britannico (il 2º), ognuno suddiviso in un'unità comando e quattro compagnie combattenti; la forza teorica di ogni battaglione era di 770 uomini e 922 animali. Un 4º Battaglione misto di truppe australiane e neozelandesi venne formato nel maggio del 1917, con lo scopo di poter far ruotare i battaglioni della brigata in modo da averne tre in azione e un quarto a riposo nelle retrovie. Per completare l'organico della brigata e incrementare la sua potenza di fuoco venne aggiunta una batteria d'artiglieria dotata di sei cannoni da montagna BL 2.75 inch, la "Hong Kong and Singapore (Mountain) Battery" (che, a differenza di quanto suggerisce il nome, era composta da truppe indiane) e uno squadrone di mitraglieri cammellati con otto mitragliatrici pesanti Vickers, oltre ad un distaccamento di genieri ("10th (Camel) Field Troop"), uno medico ("Australian (Camel) Field Ambulance") e varie unità logistiche. In totale la brigata metteva insieme 4.150 uomini e 4.800 animali.

### Impiego operativo

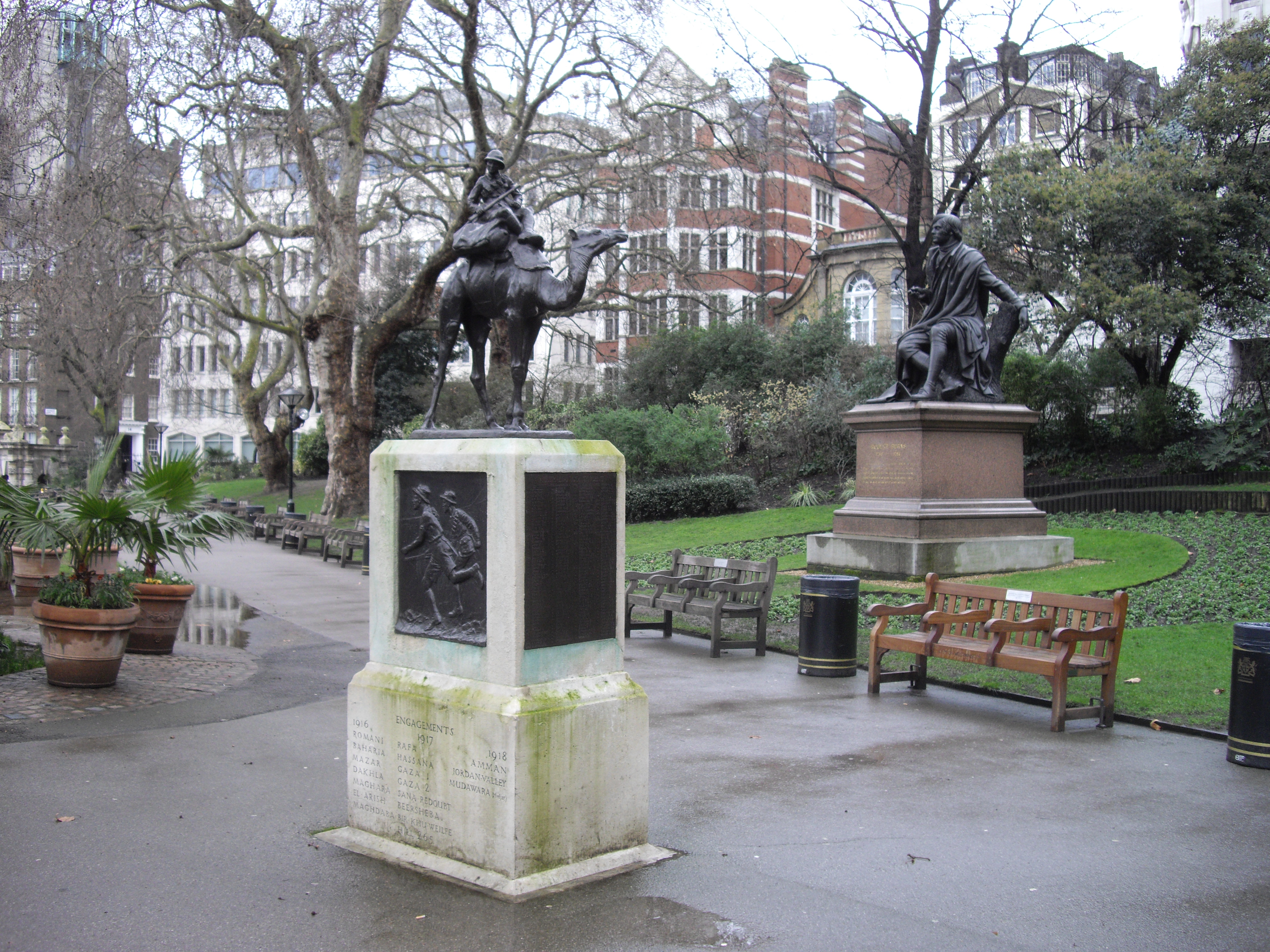
Il memoriale dedicato alla brigata a Londra

Nel marzo del 1916, dopo due mesi di addestramento, la prima pattuglia cammellata lasciò la base di Abassi, nelle vicinanze de Il Cairo, per esplorare il deserto libico e contenere eventuali sconfinamenti in Egitto dei rivoltosi senussi della Libia, alleati degli ottomani; circa nello stesso periodo altre pattuglie a lungo raggio furono inviate ad est del canale di Suez, per controllare le zone meridionali e sud-orientali del deserto del Sinai e riferire di eventuali incursioni ottomane contro il canale, oltre che per proteggere la costruzione di una ferrovia e di un acquedotto lungo la penisola. In agosto la EEF lanciò un'offensiva lungo la costa settentrionale del Sinai verso la Palestina e in dicembre l'Imperial Camel Corps fu inviato ad appoggiare l'avanzata: il 23 dicembre 1916 la brigata combatté la sua prima importante azione, sconfiggendo un contingente ottomano nella battaglia di Magdhaba.
Poco dopo l'inizio del nuovo anno, il 9 gennaio 1917, lo ICC fu coinvolto in un'altra vittoriosa azione, la battaglia di Rafa, che spinse infine gli ottomani ad abbandonare il Sinai e ripiegare in Palestina, attestandosi nei dintorni di Gaza; questo ridusse anche il fabbisogno di pattuglie indipendenti a lungo raggio, e le compagnie in sovrannumero furono quindi riunite nel 4º Battaglione della brigata in maggio. L'intensità delle operazioni crebbe e lo ICC vide l'azione nella battaglia di Hassana oltre che nelle fallimentari prima e seconda battaglia di Gaza (rispettivamente il 26 marzo e il 19 aprile 1917); dopo una pausa per riorganizzarsi, la brigata tornò in linea giusto in tempo  per partecipare alle decisive vittorie britanniche nella battaglia di Beersheba (31 ottobre), nella terza battaglia di Gaza (31 ottobre - 7 novembre) e nella battaglia di Mughar Ridge (13 novembre).
All'inizio del 1918 la brigata si spostò nella valle del Giordano e partecipò, congiuntamente ai reparti di ribelli arabi guidati da Thomas Edward Lawrence, al raid contro Amman tra il marzo e l'aprile, obbligando alla ritirata la guarnigione ottomana della città. L'avanzata in Palestina fece venire meno la necessità di reparti cammellati, e nel giugno del 1918 le unità australiane e neozelandesi furono riconvertite in normali reparti a cavallo, integrati poi nella 5th Light Horse Brigade; le compagnie britanniche rimasero montate su dromedari, e due di esse furono inviate in supporto ai ribelli di Lawrence, partecipando nel luglio del 1918 a vari raid contro la ferrovia ottomana dell'Hejaz: tuttavia venne deciso di non destinare più rimpiazzi al reparto e le sei rimanenti compagnie si ridussero progressivamente a due, fino al loro definitivo scioglimento nel maggio del 1919.
In due anni di combattimenti l'Imperial Camel Corps ebbe un totale di 240 caduti in azione: 106 britannici, 84 australiani, 41 neozelandesi e 9 indiani. Un monumento in onore dei caduti della brigata venne inaugurato il 22 luglio 1921 a Londra, nei pressi del Thames Embankment.

## Ordine di battaglia

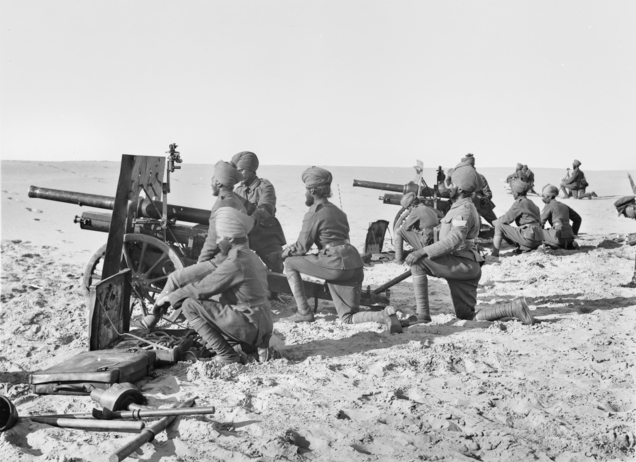
Gli artiglieri indiani della Hong Kong and Singapore (Mountain) Battery

Struttura della brigata nel maggio 1917:
- Brigade Headquarters (40 uomini)
- 1st (Australian) Camel Battalion (770 uomini)
- 2nd (British) Camel Battalion (770 uomini)
- 3rd (Australian) Camel Battalion (770 uomini)
- 4th (ANZAC) Camel Battalion (770 uomini)
- Hong Kong and Singapore (Mountain) Battery (255 uomini)
- 265th (Camel) Machine Gun Squadron (115 uomini)
- 10th (Camel) Field Troop, Royal Engineers (71 uomini)
- Signal Section, ICC Brigade (30 uomini)
- Australian (Camel) Field Ambulance (185 uomini)
- 97th Australian Dental Unit (4 uomini)
- ICC Mobile Veterinary Section (42 uomini)
- ICC Brigade Ammunition Column (75 uomini)
- ICC Brigade Train (245 uomini)